# 全国高等学校バスケットボール選抜優勝大会 (香川県勢)
全国高等学校バスケットボール選抜優勝大会および全国高等学校バスケットボール選手権大会における香川県勢の成績について記す。
出場枠は第20回大会まで四国4県で1枠。第21回大会より1県1代表。2017年以降は選手権大会に移行。

## 男子
| 年度（大会）     | 出場校                     | 試合結果  | 試合結果                    | 成績     |
| ---------------- | -------------------------- | --------- | --------------------------- | -------- |
| 1973年（第3回）  | 高松商業（初出場）         | 1回戦     | ○ 95 - 64 京北              | ベスト8  |
| 1973年（第3回）  | 高松商業（初出場）         | 準々決勝  | ● 64 - 66 広島商業          | ベスト8  |
| 1974年（第4回）  | 高松商業（2年連続2回目）   | 1回戦     | ○ 76 - 74 川口工業          | ベスト8  |
| 1974年（第4回）  | 高松商業（2年連続2回目）   | 準々決勝  | ● 61 - 93 能代工業          | ベスト8  |
| 1977年（第7回）  | 高松商業（3年ぶり3回目）   | 1回戦     | ● 70 - 99 明治大学付属中野  | 初戦敗退 |
| 1978年（第8回）  | 高松商業（2年連続4回目）   | 1回戦     | ○ 84 - 60 近畿大学附属      | 4位      |
| 1978年（第8回）  | 高松商業（2年連続4回目）   | 2回戦     | ○ 83 - 75 松江工業          | 4位      |
| 1978年（第8回）  | 高松商業（2年連続4回目）   | 準々決勝  | ○ 87 - 70 新潟商業          | 4位      |
| 1978年（第8回）  | 高松商業（2年連続4回目）   | 準決勝    | ● 72 - 85 京北              | 4位      |
| 1978年（第8回）  | 高松商業（2年連続4回目）   | 3位決定戦 | ● 85 - 86 福岡大学附属大濠  | 4位      |
| 1982年（第12回） | 高松商業（4年ぶり5回目）   | 1回戦     | ● 63 - 68 宇都宮学園        | 初戦敗退 |
| 1988年（第18回） | 高松商業（6年ぶり6回目）   | 1回戦     | ● 59 - 81 新潟工業          | 初戦敗退 |
| 1988年（第19回） | 高松商業（2年連続7回目）   | 1回戦     | ● 48 - 66 興南              | 初戦敗退 |
| 1990年（第21回） | 高松商業（2年ぶり8回目）   | 1回戦     | ● 59 - 69 愛知工業大学名電  | 初戦敗退 |
| 1991年（第22回） | 高松工芸（初出場）         | 1回戦     | ● 69 - 86 宮崎工業          | 初戦敗退 |
| 1992年（第23回） | 高松商業（2年ぶり9回目）   | 1回戦     | ● 60 - 61 鹿児島中央        | 初戦敗退 |
| 1993年（第24回） | 高松商業（2年連続10回目）  | 1回戦     | ● 56 - 82 山口              | 初戦敗退 |
| 1994年（第25回） | 高松工芸（3年ぶり2回目）   | 1回戦     | ● 39 - 94 仙台              | 初戦敗退 |
| 1995年（第26回） | 善通寺第一（初出場）       | 2回戦     | ● 62 - 95 福島工業          | 初戦敗退 |
| 1996年（第27回） | 高松工芸（2年ぶり3回目）   | 1回戦     | ○ 80 - 64 松江北            | 2回戦    |
| 1996年（第27回） | 高松工芸（2年ぶり3回目）   | 2回戦     | ● 86 - 101 明星             | 2回戦    |
| 1997年（第28回） | 高松工芸（2年連続4回目）   | 1回戦     | ● 60 - 76 土浦日本大学      | 初戦敗退 |
| 1998年（第29回） | 高松商業（5年ぶり11回目）  | 1回戦     | ● 61 - 85 法政大学第二      | 初戦敗退 |
| 1999年（第30回） | 高松商業（2年連続12回目）  | 2回戦     | ● 70 - 99 國學院大學久我山  | 初戦敗退 |
| 2000年（第31回） | 高松商業（3年連続13回目）  | 1回戦     | ● 71 - 80 弘前実業          | 初戦敗退 |
| 2001年（第32回） | 善通寺第一（6年ぶり2回目） | 1回戦     | ● 100 - 103 北中城          | 初戦敗退 |
| 2002年（第33回） | 善通寺第一（2年連続3回目） | 1回戦     | ○ 77 - 60 大分舞鶴          | 3回戦    |
| 2002年（第33回） | 善通寺第一（2年連続3回目） | 2回戦     | ○ 109 - 77 市立一条         | 3回戦    |
| 2002年（第33回） | 善通寺第一（2年連続3回目） | 3回戦     | ● 91 - 110 洛南             | 3回戦    |
| 2003年（第34回） | 高松商業（3年ぶり14回目）  | 1回戦     | ● 77 - 85 岐阜総合学園      | 初戦敗退 |
| 2004年（第35回） | 善通寺第一（2年ぶり4回目） | 1回戦     | ● 99 - 100 金沢             | 初戦敗退 |
| 2005年（第36回） | 善通寺第一（2年連続5回目） | 1回戦     | ○ 85 - 82 美来工科          | 2回戦    |
| 2005年（第36回） | 善通寺第一（2年連続5回目） | 2回戦     | ● 84 - 101 北陸             | 2回戦    |
| 2006年（第37回） | 善通寺第一（3年連続6回目） | 1回戦     | ● 87 - 90 安城学園          | 初戦敗退 |
| 2007年（第38回） | 尽誠学園（初出場）         | 1回戦     | ● 90 - 112 盛岡市立         | 初戦敗退 |
| 2008年（第39回） | 尽誠学園（2年連続2回目）   | 1回戦     | ● 73 - 81 大分舞鶴          | 初戦敗退 |
| 2009年（第40回） | 尽誠学園（3年連続3回目）   | 1回戦     | ○ 82 - 77 美濃加茂          | 2回戦    |
| 2009年（第40回） | 尽誠学園（3年連続3回目）   | 2回戦     | ● 60 - 93 能代工業          | 2回戦    |
| 2010年（第41回） | 尽誠学園（4年連続4回目）   | 1回戦     | ○ 95 - 75 鹿児島工業        | 3回戦    |
| 2010年（第41回） | 尽誠学園（4年連続4回目）   | 2回戦     | ○ 72 - 67 昌平              | 3回戦    |
| 2010年（第41回） | 尽誠学園（4年連続4回目）   | 3回戦     | ● 68 - 76 新潟商業          | 3回戦    |
| 2011年（第42回） | 尽誠学園（5年連続5回目）   | 1回戦     | ○ 90 - 64 岐阜農林          | 準優勝   |
| 2011年（第42回） | 尽誠学園（5年連続5回目）   | 2回戦     | ○ 86 - 70 福岡第一          | 準優勝   |
| 2011年（第42回） | 尽誠学園（5年連続5回目）   | 3回戦     | ○ 101 - 70 湘南工科大学附属 | 準優勝   |
| 2011年（第42回） | 尽誠学園（5年連続5回目）   | 準々決勝  | ○ 66 - 65 洛南              | 準優勝   |
| 2011年（第42回） | 尽誠学園（5年連続5回目）   | 準決勝    | ○ 63 - 58 沼津中央          | 準優勝   |
| 2011年（第42回） | 尽誠学園（5年連続5回目）   | 決勝      | ● 55 - 88 延岡学園          | 準優勝   |
| 2012年（第43回） | 尽誠学園（6年連続6回目）   | 1回戦     | ○ 113 - 75 美濃加茂         | 準優勝   |
| 2012年（第43回） | 尽誠学園（6年連続6回目）   | 2回戦     | ○ 75 - 73 正智深谷          | 準優勝   |
| 2012年（第43回） | 尽誠学園（6年連続6回目）   | 3回戦     | ○ 109 - 71 九州学院         | 準優勝   |
| 2012年（第43回） | 尽誠学園（6年連続6回目）   | 準々決勝  | ○ 79 - 74 福岡大学附属大濠  | 準優勝   |
| 2012年（第43回） | 尽誠学園（6年連続6回目）   | 準決勝    | ○ 66 - 63 洛南              | 準優勝   |
| 2012年（第43回） | 尽誠学園（6年連続6回目）   | 決勝      | ● 66 - 68 延岡学園          | 準優勝   |
| 2013年（第44回） | 尽誠学園（7年連続7回目）   | 1回戦     | ● 86 - 115 中部大学第一     | 初戦敗退 |
| 2014年（第45回） | 尽誠学園（8年連続8回目）   | 1回戦     | ○ 69 - 65 藤枝明誠          | ベスト8  |
| 2014年（第45回） | 尽誠学園（8年連続8回目）   | 2回戦     | ○ 91 - 69 桐生第一          | ベスト8  |
| 2014年（第45回） | 尽誠学園（8年連続8回目）   | 3回戦     | ○ 68 - 59 豊浦              | ベスト8  |
| 2014年（第45回） | 尽誠学園（8年連続8回目）   | 準々決勝  | ● 49 - 60 市立船橋          | ベスト8  |
| 2015年（第46回） | 尽誠学園（9年連続9回目）   | 1回戦     | ● 67 - 69 延岡学園          | 初戦敗退 |
| 2016年（第47回） | 尽誠学園（10年連続10回目） | 1回戦     | ○ 81 - 68 明成              | 2回戦    |
| 2016年（第47回） | 尽誠学園（10年連続10回目） | 2回戦     | ● 55 - 91 帝京長岡          | 2回戦    |
| 2017年（第70回） | 高松商業（14年ぶり15回目） | 1回戦     | ● 59 - 63 実践学園          | 初戦敗退 |
| 2018年（第71回） | 尽誠学園（2年ぶり11回目）  | 2回戦     | ● 80 - 99 羽黒              | 初戦敗退 |
| 2019年（第72回） | 尽誠学園（2年連続12回目）  | 1回戦     | ○ 85 - 42 利府              | 3回戦    |
| 2019年（第72回） | 尽誠学園（2年連続12回目）  | 2回戦     | ○ 72 - 34 関西大学北陽      | 3回戦    |
| 2019年（第72回） | 尽誠学園（2年連続12回目）  | 3回戦     | ● 76 - 90 延岡学園          | 3回戦    |
| 2020年（第73回） | 尽誠学園（3年連続13回目）  | 2回戦     | ○ 115 - 76 英数学館         | ベスト8  |
| 2020年（第73回） | 尽誠学園（3年連続13回目）  | 3回戦     | ○ 83 - 54 法政大学第二      | ベスト8  |
| 2020年（第73回） | 尽誠学園（3年連続13回目）  | 準々決勝  | ● 81 - 86 北陸              | ベスト8  |
| 2020年（第73回） | 高松商業（3年ぶり16回目）  | 1回戦     | ● 87 - 98 和歌山工業        | 初戦敗退 |
| 2021年（第74回） | 尽誠学園（4年連続14回目）  | 1回戦     | ○ 76 - 75 一関工業          | 2回戦    |
| 2021年（第74回） | 尽誠学園（4年連続14回目）  | 2回戦     | ● 51 - 92 金沢              | 2回戦    |
| 2022年（第75回） | 尽誠学園（5年連続15回目）  | 1回戦     | ● 45 - 97 福岡大学附属大濠  | 初戦敗退 |
| 2022年（第75回） | 高松商業（2年ぶり17回目）  | 1回戦     | ● 66 - 97 豊見城            | 初戦敗退 |
| 2023年（第76回） | 尽誠学園（6年連続16回目）  | 1回戦     | ○ 82 - 59 美来工科          | 3回戦    |
| 2023年（第76回） | 尽誠学園（6年連続16回目）  | 2回戦     | ○ 96 - 84 和歌山南陵        | 3回戦    |
| 2023年（第76回） | 尽誠学園（6年連続16回目）  | 3回戦     | ● 55 - 85 土浦日本大学      | 3回戦    |
| 2023年（第76回） | 高松工芸（26年ぶり5回目）  | 1回戦     | ● 52 - 91 埼玉栄            | 初戦敗退 |
| 2024年（第77回） | 尽誠学園（7年連続17回目）  | 1回戦     | ● 74 - 78 洛南              | 初戦敗退 |
| 2024年（第77回） | 高松商業（2年ぶり18回目）  | 1回戦     | ● 69 - 77 光泉カトリック    | 初戦敗退 |

## 女子
| 年度（大会）     | 出場校                   | 試合結果 | 試合結果                        | 成績     |
| ---------------- | ------------------------ | -------- | ------------------------------- | -------- |
| 1971年（第1回）  | 三本松（初出場）         | 1回戦    | ● 54 - 62 大妻                  | 初戦敗退 |
| 1972年（第2回）  | 高松東（初出場）         | 1回戦    | ● 33 - 58 長浜商工              | 初戦敗退 |
| 1973年（第3回）  | 三本松（2年ぶり2回目）   | 1回戦    | ● 56 - 73 東京成徳              | 初戦敗退 |
| 1982年（第12回） | 三本松（9年ぶり3回目）   | 1回戦    | ● 50 - 73 直江津                | 初戦敗退 |
| 1990年（第21回） | 高松東（19年ぶり2回目）  | 1回戦    | ● 38 - 87 甲子園学院            | 初戦敗退 |
| 1991年（第22回） | 香川中央（初出場）       | 1回戦    | ● 57 - 61 佐賀清和              | 初戦敗退 |
| 1992年（第23回） | 高松東（2年ぶり3回目）   | 1回戦    | ● 37 - 63 薫英                  | 初戦敗退 |
| 1993年（第24回） | 明善（初出場）           | 1回戦    | ● 45 - 91 熊本女子商業          | 初戦敗退 |
| 1994年（第25回） | 丸亀城西（初出場）       | 1回戦    | ○ 57 - 49 宇都宮中央女子        | 2回戦    |
| 1994年（第25回） | 丸亀城西（初出場）       | 2回戦    | ● 44 - 48 龍谷富山              | 2回戦    |
| 1995年（第26回） | 丸亀城西（2年連続2回目） | 1回戦    | ● 21 - 74 津幡                  | 初戦敗退 |
| 1996年（第27回） | 明善（3年ぶり2回目）     | 1回戦    | ● 53 - 108 三田尻女子           | 初戦敗退 |
| 1997年（第28回） | 明善（2年連続3回目）     | 1回戦    | ● 57 - 106 秋田経済法科大学附属 | 初戦敗退 |
| 1998年（第29回） | 明善（3年連続4回目）     | 2回戦    | ● 74 - 84 福島西                | 初戦敗退 |
| 1999年（第30回） | 明善（4年連続5回目）     | 1回戦    | ○ 67 - 65 松江商業              | 2回戦    |
| 1999年（第30回） | 明善（4年連続5回目）     | 2回戦    | ● 85 - 107 昭和学院             | 2回戦    |
| 2000年（第31回） | 明善（5年連続6回目）     | 1回戦    | ● 54 - 68 佐久長聖              | 初戦敗退 |
| 2001年（第32回） | 英明（6年連続7回目）     | 1回戦    | ● 49 - 91 小林                  | 初戦敗退 |
| 2002年（第33回） | 英明（7年連続8回目）     | 1回戦    | ● 74 - 81 足羽                  | 初戦敗退 |
| 2003年（第34回） | 英明（8年連続9回目）     | 1回戦    | ○ 74 - 62 小林                  | 2回戦    |
| 2003年（第34回） | 英明（8年連続9回目）     | 2回戦    | ● 73 - 86 聖和学園              | 2回戦    |
| 2004年（第35回） | 英明（9年連続10回目）    | 1回戦    | ● 64 - 69 昭和学院              | 初戦敗退 |
| 2005年（第36回） | 英明（10年連続11回目）   | 1回戦    | ● 58 - 83 金沢総合              | 初戦敗退 |
| 2006年（第37回） | 英明（11年連続12回目）   | 1回戦    | ○ 94 - 86 札幌山の手            | 3回戦    |
| 2006年（第37回） | 英明（11年連続12回目）   | 2回戦    | ○ 88 - 68 滋賀女子              | 3回戦    |
| 2006年（第37回） | 英明（11年連続12回目）   | 3回戦    | ● 60 - 94 中村学園女子          | 3回戦    |
| 2007年（第38回） | 英明（12年連続13回目）   | 1回戦    | ○ 85 - 63 宇都宮中央女子        | 3回戦    |
| 2007年（第38回） | 英明（12年連続13回目）   | 2回戦    | ○ 75 - 43 滋賀女子              | 3回戦    |
| 2007年（第38回） | 英明（12年連続13回目）   | 3回戦    | ● 53 - 77 札幌山の手            | 3回戦    |
| 2008年（第39回） | 英明（13年連続14回目）   | 1回戦    | ● 79 - 84 長崎女子              | 初戦敗退 |
| 2009年（第40回） | 英明（14年連続15回目）   | 1回戦    | ○ 99 - 68 奈良女子              | 2回戦    |
| 2009年（第40回） | 英明（14年連続15回目）   | 2回戦    | ● 54 - 85 東京成徳大学          | 2回戦    |
| 2010年（第41回） | 高松南（初出場）         | 1回戦    | ● 78 - 79 倉吉北                | 初戦敗退 |
| 2011年（第42回） | 英明（2年ぶり16回目）    | 1回戦    | ● 71 - 86 郡山商業              | 初戦敗退 |
| 2012年（第43回） | 英明（2年連続17回目）    | 1回戦    | ● 65 - 69 土浦日本大学          | 初戦敗退 |
| 2013年（第44回） | 英明（3年連続18回目）    | 1回戦    | ○ 87 - 69 京都精華女子          | 2回戦    |
| 2013年（第44回） | 英明（3年連続18回目）    | 2回戦    | ● 54 - 88 昭和学院              | 2回戦    |
| 2014年（第45回） | 英明（4年連続19回目）    | 1回戦    | ● 57 - 81 明秀学園日立          | 初戦敗退 |
| 2015年（第46回） | 英明（5年連続20回目）    | 1回戦    | ● 55 - 84 山形市立商業          | 初戦敗退 |
| 2016年（第47回） | 高瀬（初出場）           | 1回戦    | ● 43 - 90 聖和学園              | 初戦敗退 |
| 2017年（第70回） | 英明（2年ぶり21回目）    | 1回戦    | ● 54 - 88 奈良文化              | 初戦敗退 |
| 2018年（第71回） | 英明（2年連続22回目）    | 2回戦    | ● 51 - 75 昭和学院              | 初戦敗退 |
| 2019年（第72回） | 高瀬（3年ぶり2回目）     | 1回戦    | ● 64 - 88 安城学園              | 初戦敗退 |
| 2020年（第73回） | 英明（2年ぶり23回目）    | 1回戦    | ● 72 - 98 佼成学園女子          | 初戦敗退 |
| 2021年（第74回） | 英明（2年連続24回目）    | 1回戦    | ● 66 - 96 倉敷翠松              | 初戦敗退 |
| 2022年（第75回） | 高松南（12年ぶり2回目）  | 1回戦    | ● 82 - 122 安城学園             | 初戦敗退 |
| 2023年（第76回） | 英明（2年ぶり25回目）    | 1回戦    | ● 74 - 92 星城                  | 初戦敗退 |
| 2024年（第77回） | 英明（2年連続26回目）    | 1回戦    | ● 71 - 76 矢板中央              | 初戦敗退 |